# Wirft
Wirft é um município da Alemanha localizada no distrito de Ahrweiler, no estado da Renânia-Palatinado.
É membro da associação municipal de Adenau.

## Demografia
Evolução da população (em 31 de dezembro de cada ano):
| - 1815 – 129 - 1835 – 143 - 1871 – 111 - 1905 – 148 - 1939 – 140 | - 1950 – 164 - 1961 – 157 - 1970 – 155 - 1987 – 133 - 2005 – 154 |

 Fonte: Statistisches Landesamt Rheinland-Pfalz